# 1896 na literatura

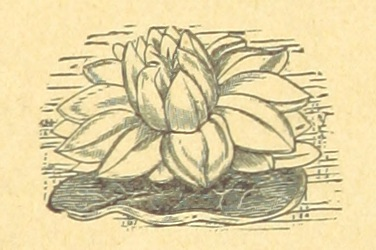
Imagem digitalizada da Biblioteca Britânica da página 369 de "Ombro a ombro - uma história dos tempos agitados de antigamente

## Livros
- A Máquina do Tempo (The Time Machine), por H. G. Wells
- A Ilha do Dr. Moreau (The Island of Dr. Moreau), por H. G. Wells
- Gente de Kiev, por Alexandre Ivanovich Kuprin

## Nascimentos
| Data           | Nome                         | Profissão                              | Nacionalidade   | Observações                                                      | Ref   |
| -------------- | ---------------------------- | -------------------------------------- | --------------- | ---------------------------------------------------------------- | ----- |
| 24 de setembro | F. Scott Fitzgerald          | escritor                               | Estados Unidos  | m. 1940                                                          |       |
| 11 de outubro  | Roman Jakobson               | linguista                              | Rússia          | m. 1982                                                          |       |
| 12 de outubro  | Eugenio Montale              | poeta, prosador, jornalista e tradutor | Reino de Itália | m. 1981 Nobel de Literatura 1975 Prémio Antonio Feltrinelli 1962 | [ 1 ] |
| 23 de dezembro | Giuseppe Tomasi di Lampedusa | escritor                               | Reino de Itália | m. 1957                                                          |       |

## Mortes
| Data           | Nome           | Profissão                   | Nacionalidade | Observações | Ref |
| -------------- | -------------- | --------------------------- | ------------- | ----------- | --- |
| 23 de setembro | Ivar Aasen     | linguista                   | Noruega       | n. 1813     |     |
| 3 de Outubro   | William Morris | escritor e designer gráfico | Inglaterra    | n. 1834     |     |